# Biopsie ostéomédullaire
Pour les articles homonymes, voir BOM.
La biopsie ostéo-médullaire (BOM), à ne pas confondre avec la ponction de moelle osseuse, est le prélèvement d'un fragment de tissu osseux en l'état qui renseigne sur l'état de la moelle osseuse (tissus hématopoïetique).
Ce fragment d'os médullaire (carotte) est généralement inclus dans de la paraffine grâce à des techniques histologiques (immersion dans du formol, décalcification à l'acide, déshydratation puis inclusion dans la paraffine) puis découpé en fines lamelles (déparaffinées) qui seront colorées puis fixées sur une lame (qui sera analysée comme un myélogramme au laboratoire d'hématologie) puis envoyé au laboratoire d'anatomopathologie dans du liquide de Bouin.